# Teresia Strehl
Terêsia Strehl ( 1941-2009 ) fue una botánica, y profesora brasileña, siendo especialista en la familia de las bromelias.
Se graduó con una licenciatura en biología, por la Universidad de Ulm, Alemania, y se relacionó por años al Jardín Botánico de Porto Alegre.
Fue investigadora CNPQ, y en el Herbario del Departamento de Ciencias Biológicas, Universidad Estadual de Feira de Santana, Bahía. Ha trabajado activamente en la lista oficial de la flora amenazada de Brasil.

## Algunas publicaciones

### Libros
- terêsia Strehl. 2004. Contribuiçao ao conhecimento da diversidade de Bromeliaceae no Rio Grande do Sul, Brasil. 32 pp.

- inga l. Veitenheimer-Mendes, cláudio a. Mondin, terêsia Strehl. 2004. Guia ilustrado de fauna e flora: para o Parque COPESUL de Proteção Ambiental. Fundação Zoobotânica do Rio Grande do Sul. 6.ª edición de COPESUL, 209 pp.

- terêsia Strehl. 1982. Differenzierungsmuster bei der Stoffaufnahme der Bromeliaceae. 69 pp.

- ----------------------. 1975. Contribuição ao estudo da influência do herbicida Propanil (3, 4-dicloropropionanilida) no arroz (Oryza sativa L.) e no capim arroz (Echinochloa sp.) Colaboró Pontifícia Univ. Católica do Rio Grande do Sul. Editor Museu de Ciências da PUCRGS, 25 pp.

## Deceso
Víctima de problemas cardíacos, Teresia se sometió a una cirugía mayor en el Instituto de Cardiología de Sao paulo, no sobreviviendo.
- La abreviatura «Strehl» se emplea para indicar a Teresia Strehl como autoridad en la descripción y clasificación científica de los vegetales.[7]